# Florența
Florența (în italiană Firenze pronunțatⓘ) este capitala regiunii italiene Toscana și a provinciei Florența. Este cel mai populat oraș din Toscana, cu o populație de 367.569 de locuitori (1.500.000 în zona metropolitană).

## Generalități
Orașul se află pe râul Arno și este cunoscut pentru istoria și importanța sa în Evul Mediu și în Renaștere, în special pentru arta și arhitectura sa. Un centru comercial și economic medieval, fiind unul dintre cele mai bogate orașe ale timpurilor, Florența este considerat locul de naștere al Renașterii italiene; de fapt a fost numită Atena din Evul Mediu. A fost mult timp sub conducerea de facto a Familiei Medici. Din 1865 până în 1870 orașul a fost de asemenea capitala Regatului Italiei.
Centrul istoric al Florenței atrage anual milioane de turiști și a fost declarat de UNESCO Patrimoniu mondial în 1982. Florența este unul din cele mai frumoase orașe din lume, cu o istorie și cultură remarcabilă. Centrul istoric din Florența este alcătuit din numeroase piețe elegante, palate renascentiste, academii, parcuri, grădini, biserici, mănăstiri, muzee, galerii de artă și ateliere. Orașul este una din cele mai căutate destinații turistice din lume.
Orașul oferă o gamă largă de colecții de artă, în special cele găzduite de Palazzo Pitti și de la Galeria Uffizi, (care primește aproximativ 1,6 milioane de turiști pe an). Florența este probabil ultimul oraș conservat al Renașterii din lume și este considerat de mulți ca fiind capitala italiană a artei. Acesta a fost locul de naștere sau de domiciliu a numeroase personalități istorice marcante, cum ar fi: Dante, Boccaccio, Leonardo da Vinci, Amerigo Vespucci, Botticelli, Niccolò Machiavelli, Brunelleschi, Michelangelo, Donatello, Galileo Galilei, Catherine de' Medici, Antonio Meucci, Guccio Gucci, Salvatore Ferragamo, Roberto Cavalli, Florence Nightingale și Emilio Pucci.

## Istoric
Florența are o istorie lungă și plină de evenimente, fiind un oraș roman, apoi capitala Republicii Florentine și leagănul Renașterii italiene. Florența a fost unul din cele mai importante orașe din Europa și din lume pentru aproximativ 250 de ani - de la 1300 la 1500.
Influența Florenței în domeniile artei și culturii era așa de puternică încât dialectul vorbit în secolul al XIV-lea a fost și este baza limbii italiene literare. Aproape toți scriitorii și poeții din literatura italiană sunt oarecum legați de Florența, acest lucru ducând în cele din urmă la adoptarea dialectului florentin mai presus de toate dialectele locale, ca limbă literară.
Florinul de aur, moneda Florenței, a fost motorul care a scos Europa din evul mediu. Florența a finanțat dezvoltarea industriei în toată Europa - din Marea Britanie la Bruges, de la Lyon până în Ungaria. Republica Florentină i-a finanțat pe regii englezi în timpul Războiului de o sută de ani. Florența a finanțat de asemenea papalitatea, inclusiv construcția Avignon și reconstrucția Romei, când papalitatea s-a întors din Exilul de la Avignon.
Florența a fost casa familiei Medici, una dintre cele mai importante familii de nobili din istorie. Lorenzo de' Medici a fost considerat un geniu politic și cultural din Italia în secolul al XV-lea. Doi membri ai familiei, au fost papi: Leo X și Clement VII la începutul secolului al XVI-lea. Catherine de Medici s-a căsătorit cu regele Henric al II-lea al Franței și, după moartea sa în 1559, a domnit ca regent în Franța. Medici au condus Marele Ducat al Toscanei, începând cu Cosimo I de Medici, în 1569, până la moartea lui Gian Gastone de'Medici, în 1737.

## Demografie
Florența - evoluția demografică

|  | Graficele sunt indisponibile din cauza unor probleme tehnice. Mai multe informații se găsesc la Phabricator și la wiki-ul MediaWiki. |

Date: Recensăminte sau birourile de statistică - grafică realizată de Wikipedia

## Lăcașuri de cult
- Baptisteriul San Giovanni, stil romanic (secolul XI-secolul XII)
- Domul Santa Maria del Fiore, stil romanic și gotic (secolul XII-secolul XIV)
- Santa Croce - stil gotic (cu monumentele funerare ale lui Dante Alighieri, Michelangelo, Galileo Galilei, Niccolò Machiavelli etc.)
- Biserica San Lorenzo, construită în 390, reconstruită în 1425 de Brunelleschi, cu monumentele funerare ale familiei Medici.
- Biserica Ognissanti, cu picturi de Sandro Botticelli, Domenico Ghirlandaio etc.

## Palate ale Renașterii
- Palazzo Vecchio
- La Galleria degli Uffizi
- Palazzo del Podestà
- Palazzo Pitti
- Palazzo Strozzi

## Obiective turistice
Domul Santa Maria del Fiore, campanila și baptisteriul San Giovanni, Biblioteca "Laurenziana" a lui Michelangelo; Ponte Vecchio; Universitatea (1321), Academia de Artă, Galeria Uffizi, Palazzo Pitti, Muzeul Național Bargello, Muzeul de Arheologie; Biblioteca Nazionale Centrale di Firenze⁠(de)[traduceți], cea mai mare bibliotecă din Italia; Centrul de Circulație; Palatul Gondi; Palatul Medici; Biserica Santa Maria Novella; Biserica Santa Trinità; Bazilica Santa Croce; Biserica San Lorenzo; Piazzale Michelangelo, unde se află replica în bronz a statuii lui David etc.

### „Coridorul Vasari” (Il Corridoio vasariano)
Un coridor secret (asemănător „Pasajului Borgo” din Vatican) se găsește la Florența. La cererea ducelui Cosimo I de Medici, Giorgio Vasari a construit în 1565 Il Corridoio vasariano, o pasarelă secretă, care unea Palazzo Vecchio (reședința oficială) cu Palazzo Pitti, parcurgând Muzeul Uffizi și traversând apoi fluviul Arno peste Ponte Vecchio. Coridorul a servit ca posibilitate de refugiu pentru familia ducală, în caz de necesitate.

## Economie
Principalele ramuri industriale ale Florenței sunt industria textilă, marochinăria și prelucrarea metalelor prețioase.
Turismul este bine dezvoltat.

## Transporturi
În anul 1992 a fost dată în folosință Calea ferată de mare viteză Florența-Roma⁠(en)[traduceți], parte a proiectului căilor ferate de mare viteză din Italia. Principala stație feroviară a orașului este Gara Firenze Santa Maria Novella⁠(en)[traduceți].

## Personalități
- Dante Alighieri (1265-1321), poet, filozof și om de stat
- Leonardo da Vinci (1452-1519), a fost unul dintre cei mai de seamă reprezentanți al Renașterii.
- Alberto Magnelli, artist
- Lorenzo De'Medici (1449 - 1492), numit "il Magnifico"
- Niccolò Machiavelli (1469 – 1527), gânditor politic
- Girolamo Savonarola († 1498), călugăr dominican, filosof
- Giovanni Domenico Ferretti (1692-1768), pictor
- Francisc al II-lea de Habsburg-Lothringen, ultimul împărat romano-german, ulterior împărat al Austriei (cu numele de Francisc I)
- Filippo Neri, sfânt
- Benvenuto Cellini, giuvaergiu și sculptor
- Vittoria Puccini, actriță

## Galerie de imagini

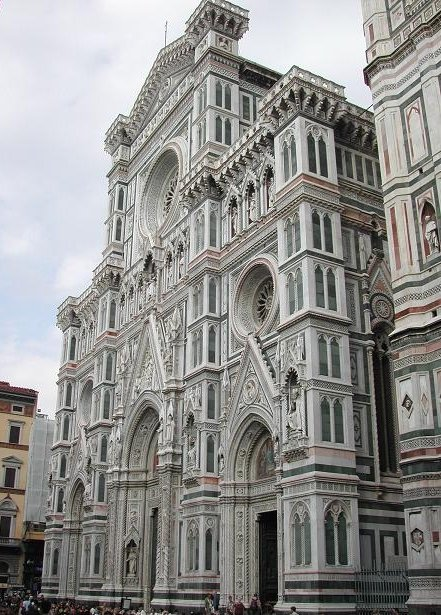
Fațada Catedralei Santa Maria del Fiore (Il Duomo)
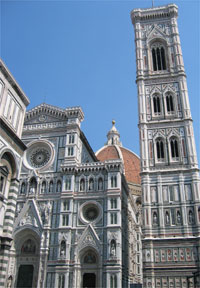
Catedrala Santa Maria del Fiore şi turnul Campanile
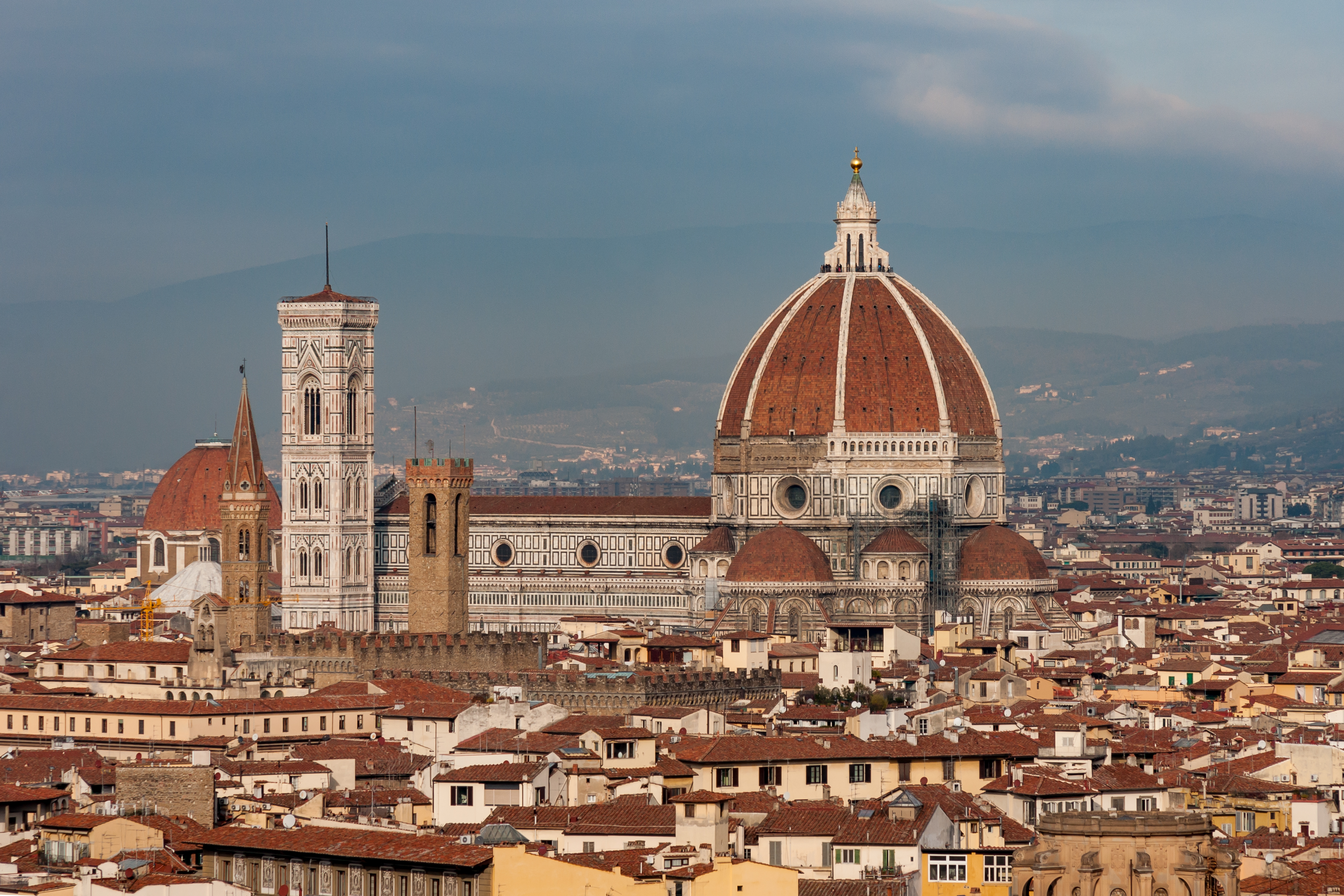
Panorama
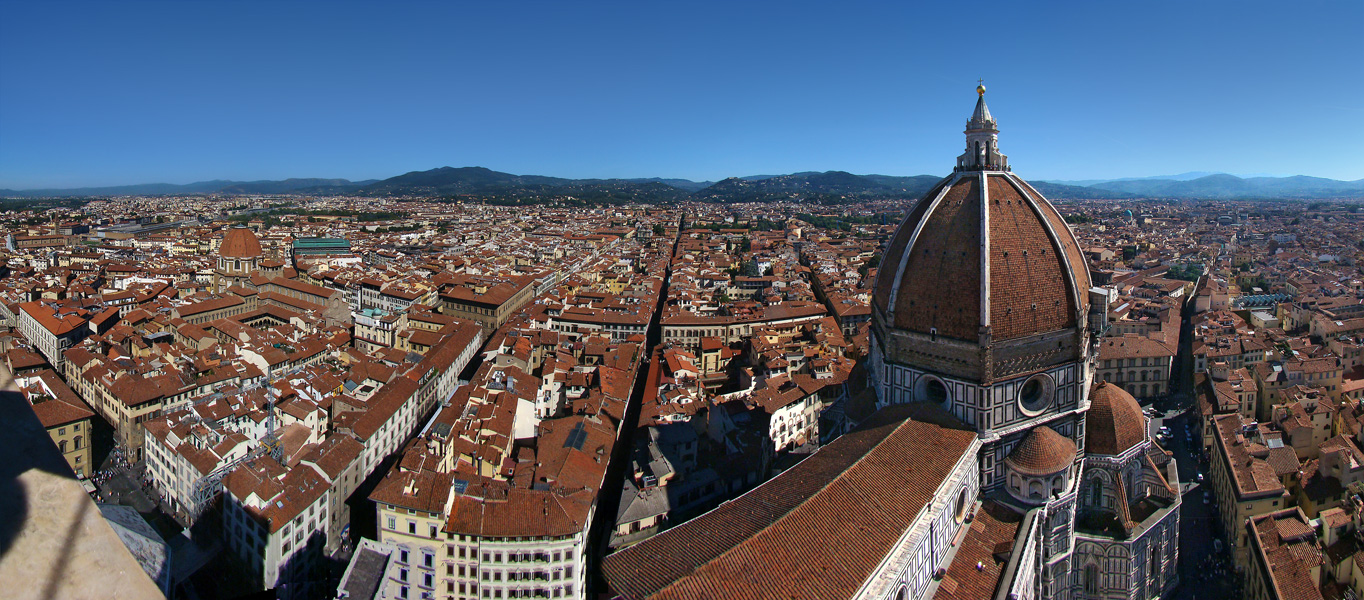
Panorama Florenţei

### Baptisteriul San Giovanni - Poarta Paradisului
Schema basoreliefurilor: 1. Adam și Eva 2. Cain și Abel 3. Noe 4. Abraham și Isaac 5. Jacob și Esau 6. Iosif și Beniamin 7. Moise 8. Iosua 9. David și Goliat 10. Solomon și Regina din Saba.

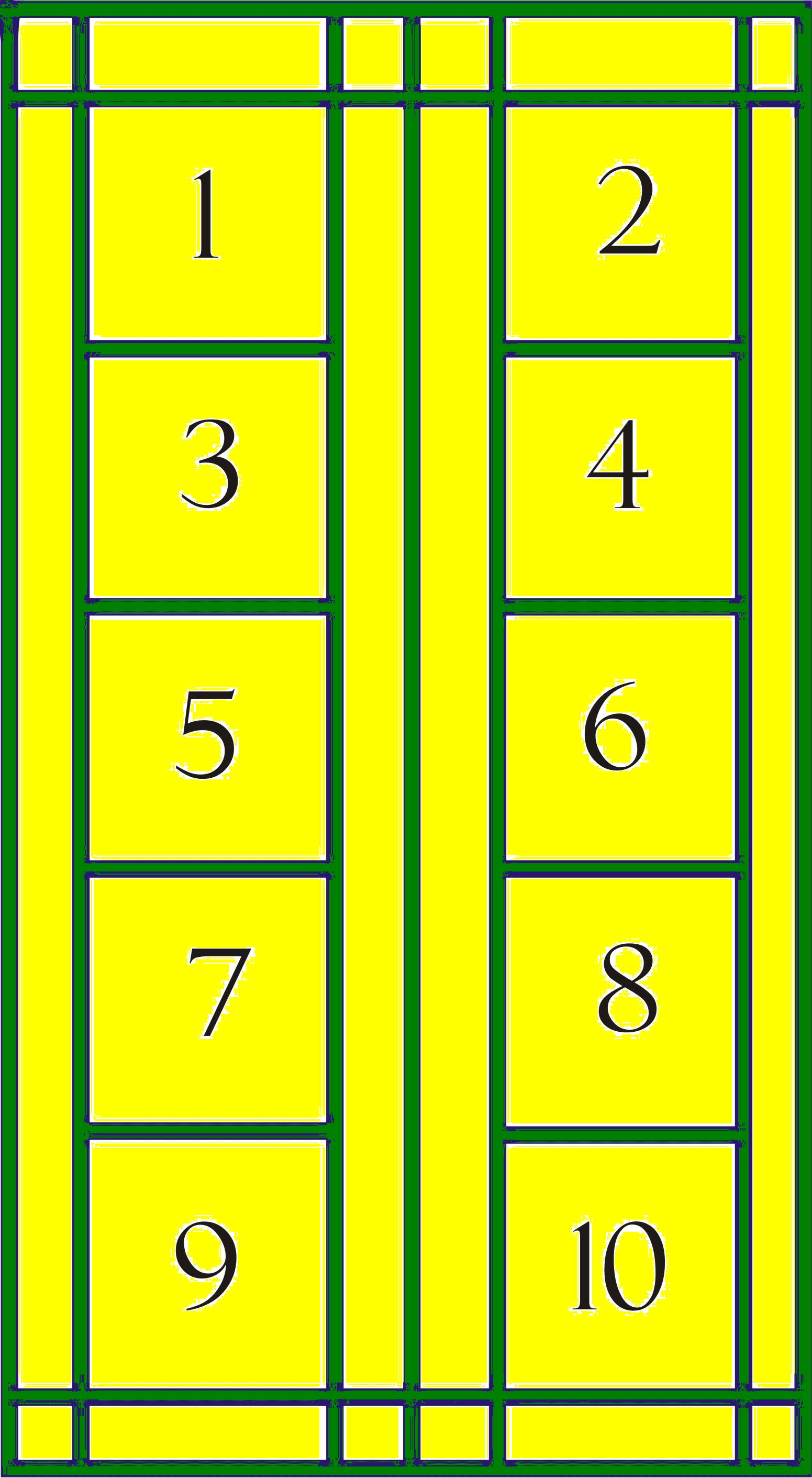
Schema celor 10 casete
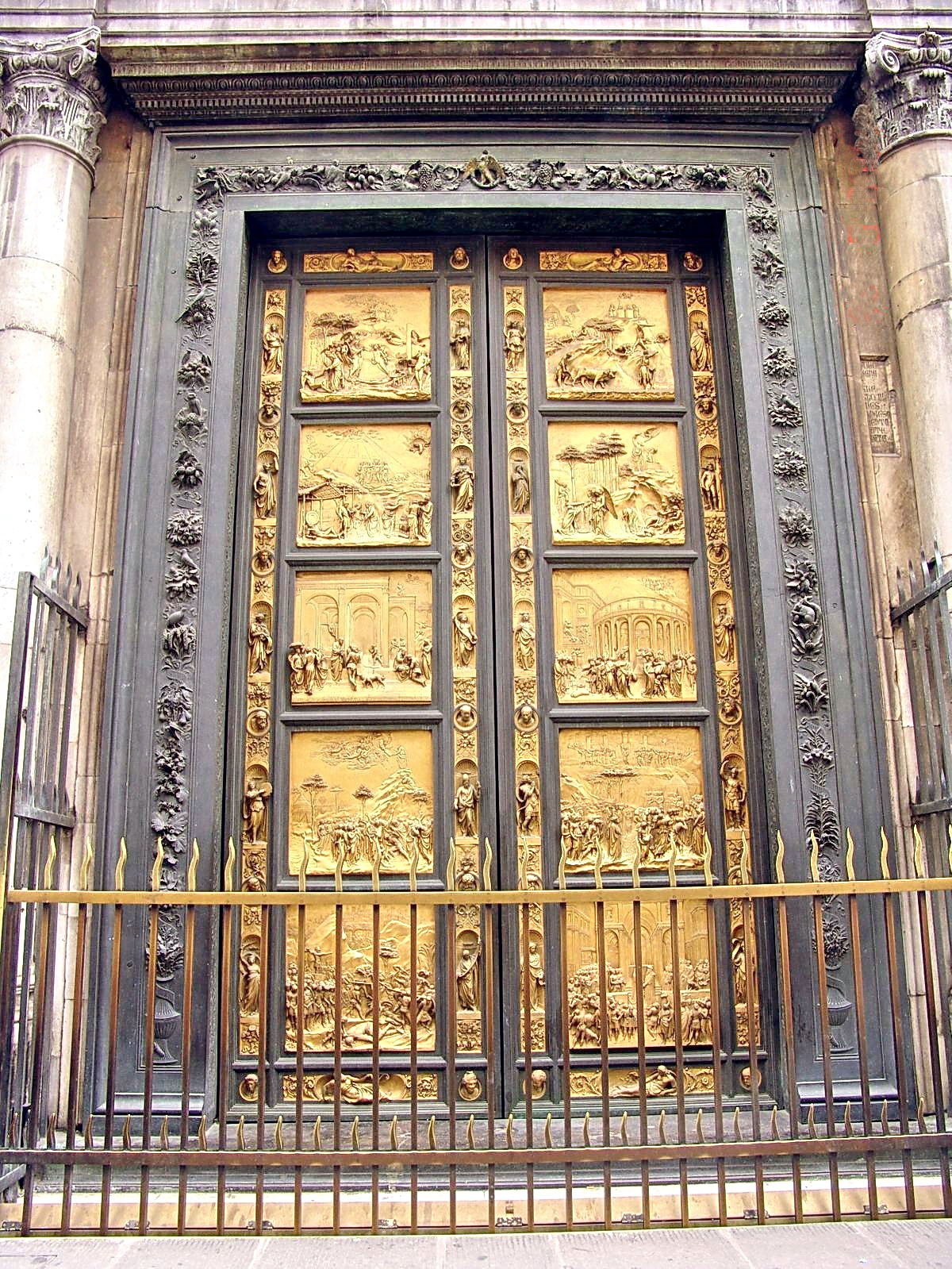
Poarta Paradisului cu 10 casete din bronz aurit (Lorenzo Ghiberti, sec.15)
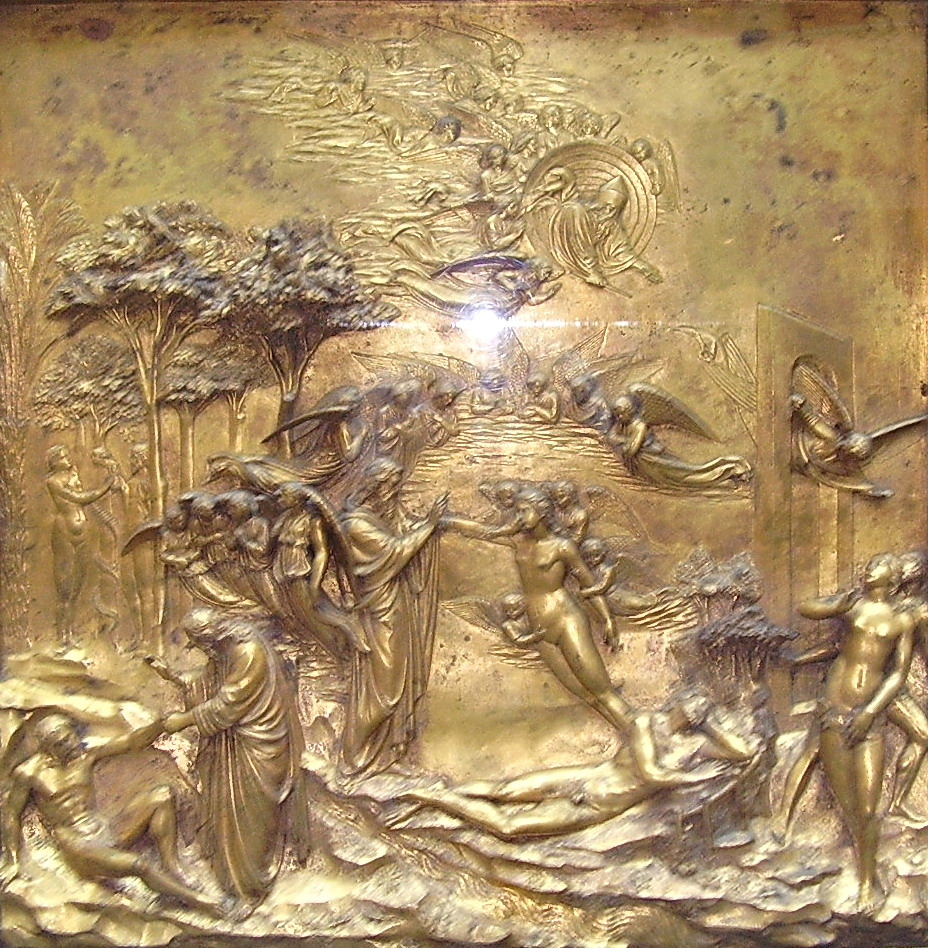
Adam şi Eva
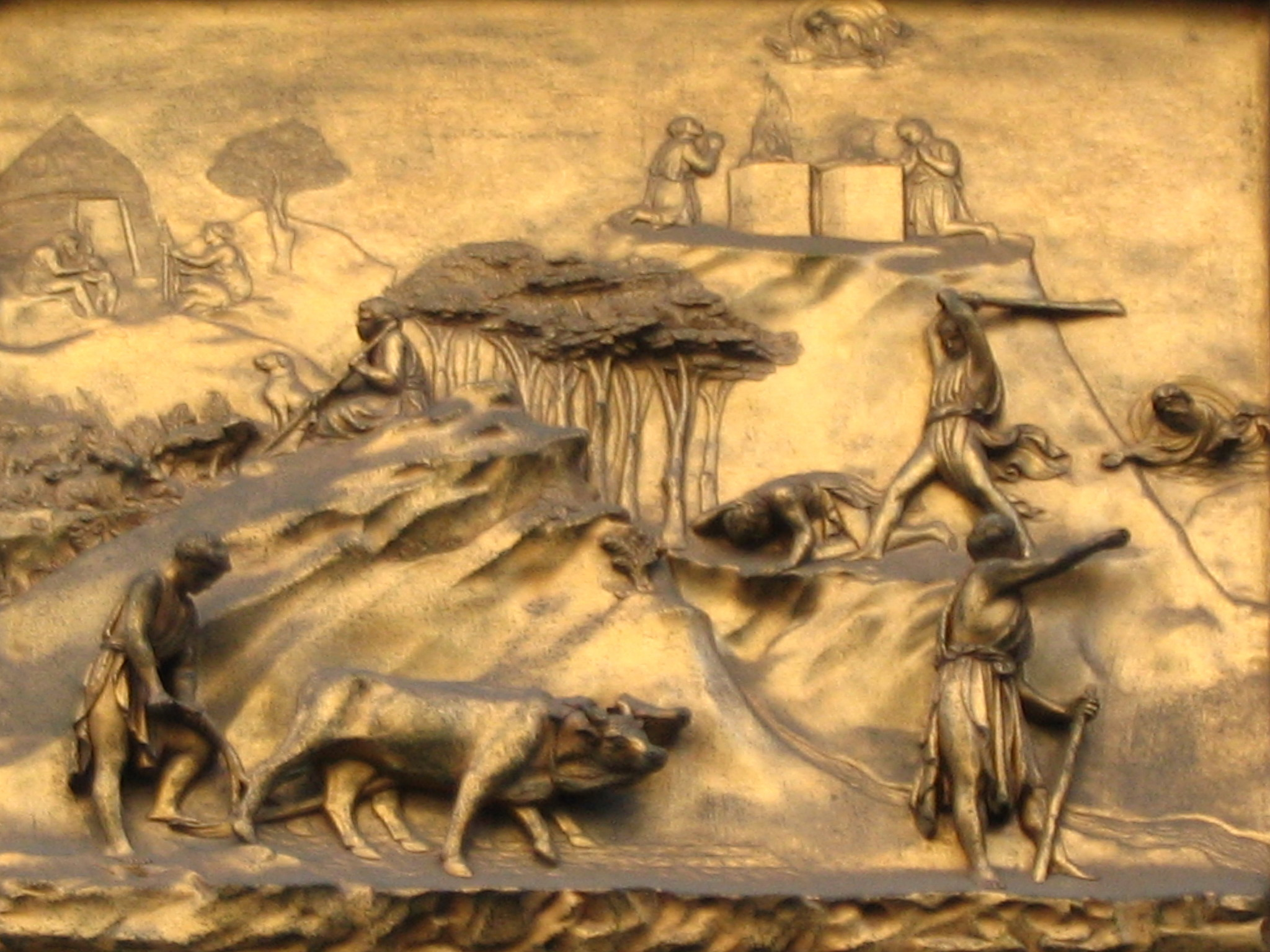
Cain şi Abel
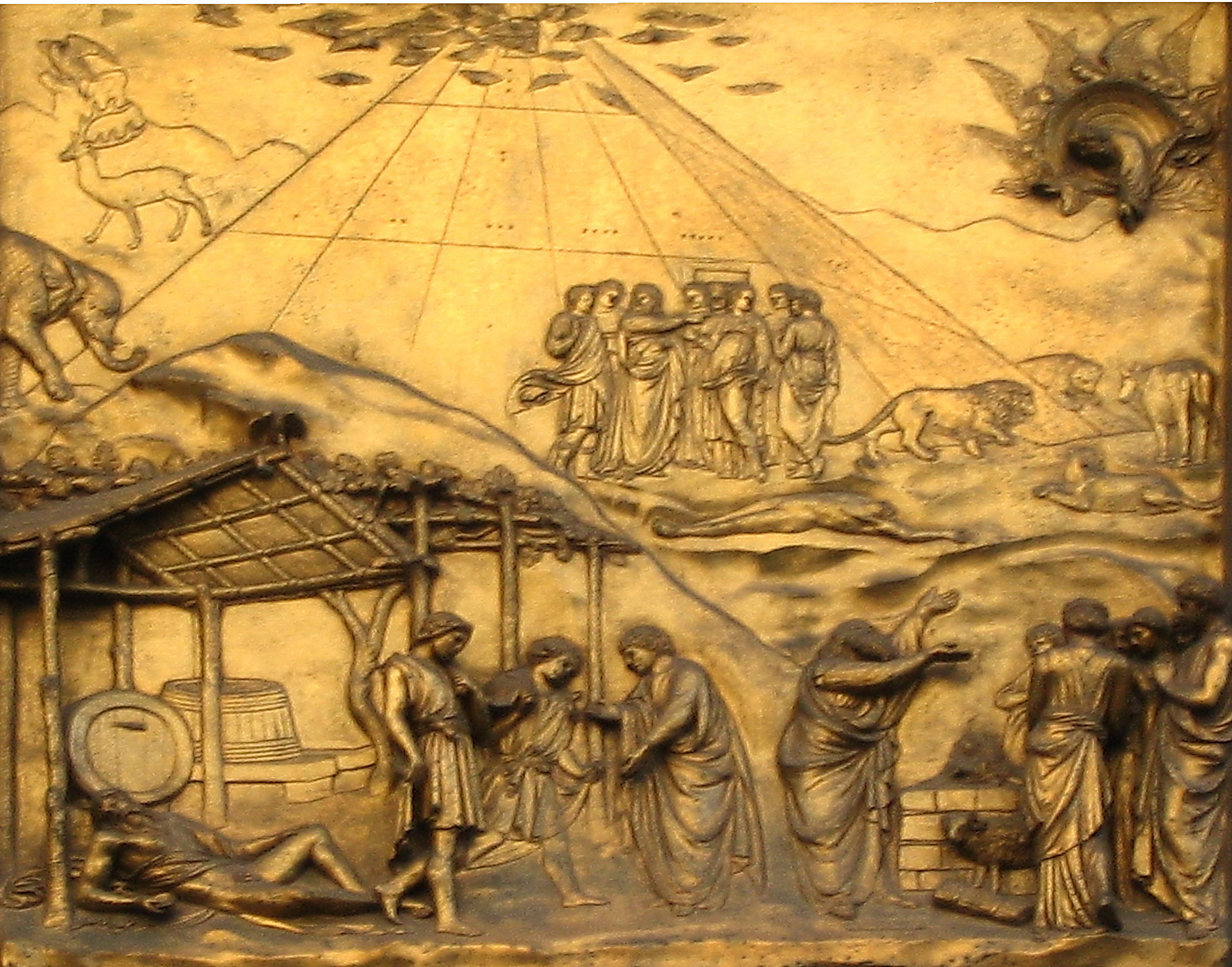
Noe
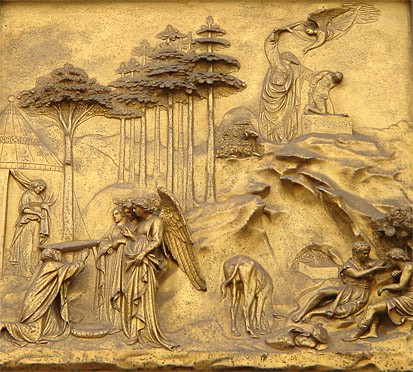
Abraham şi Isaac
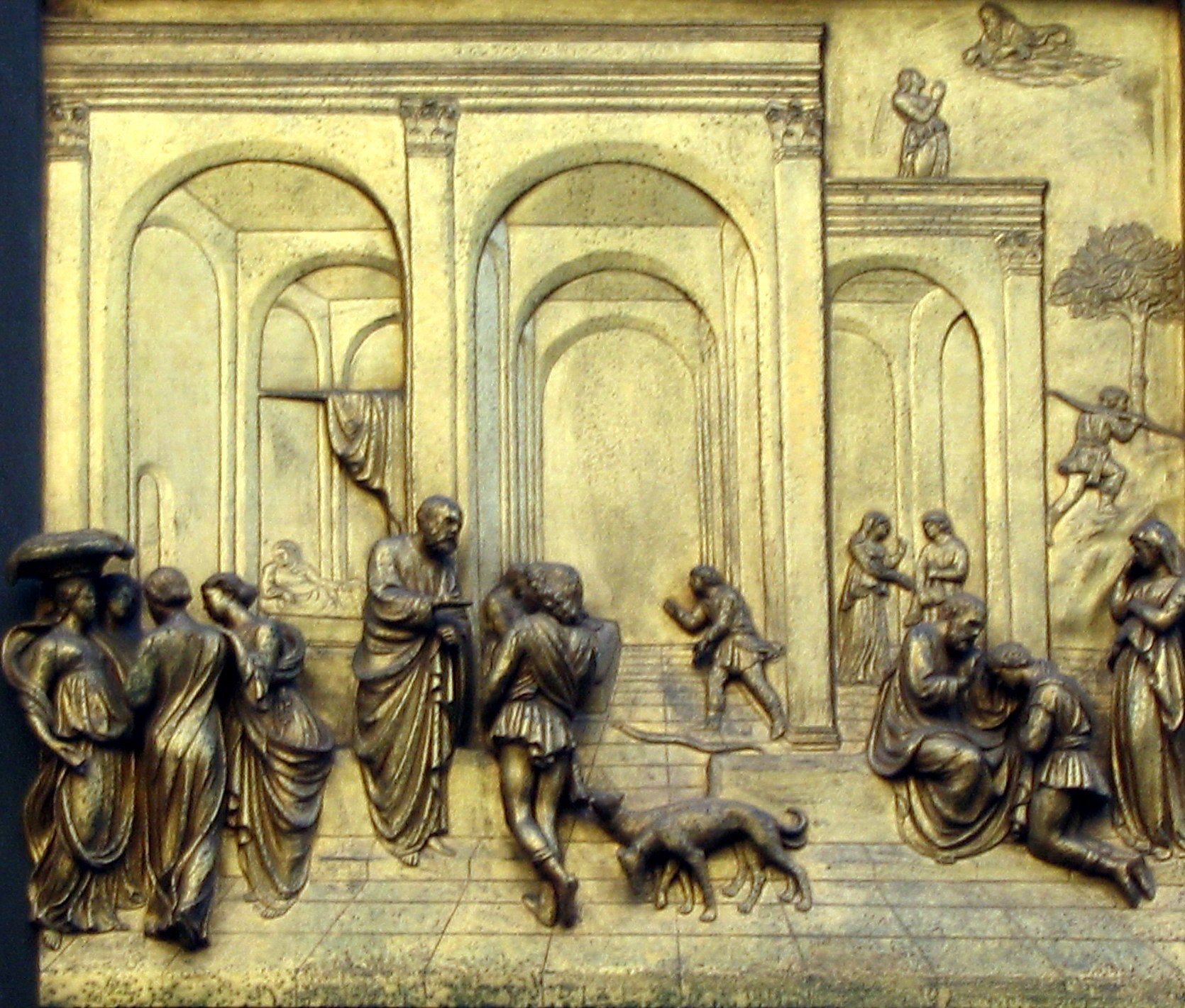
Jacob şi Esau
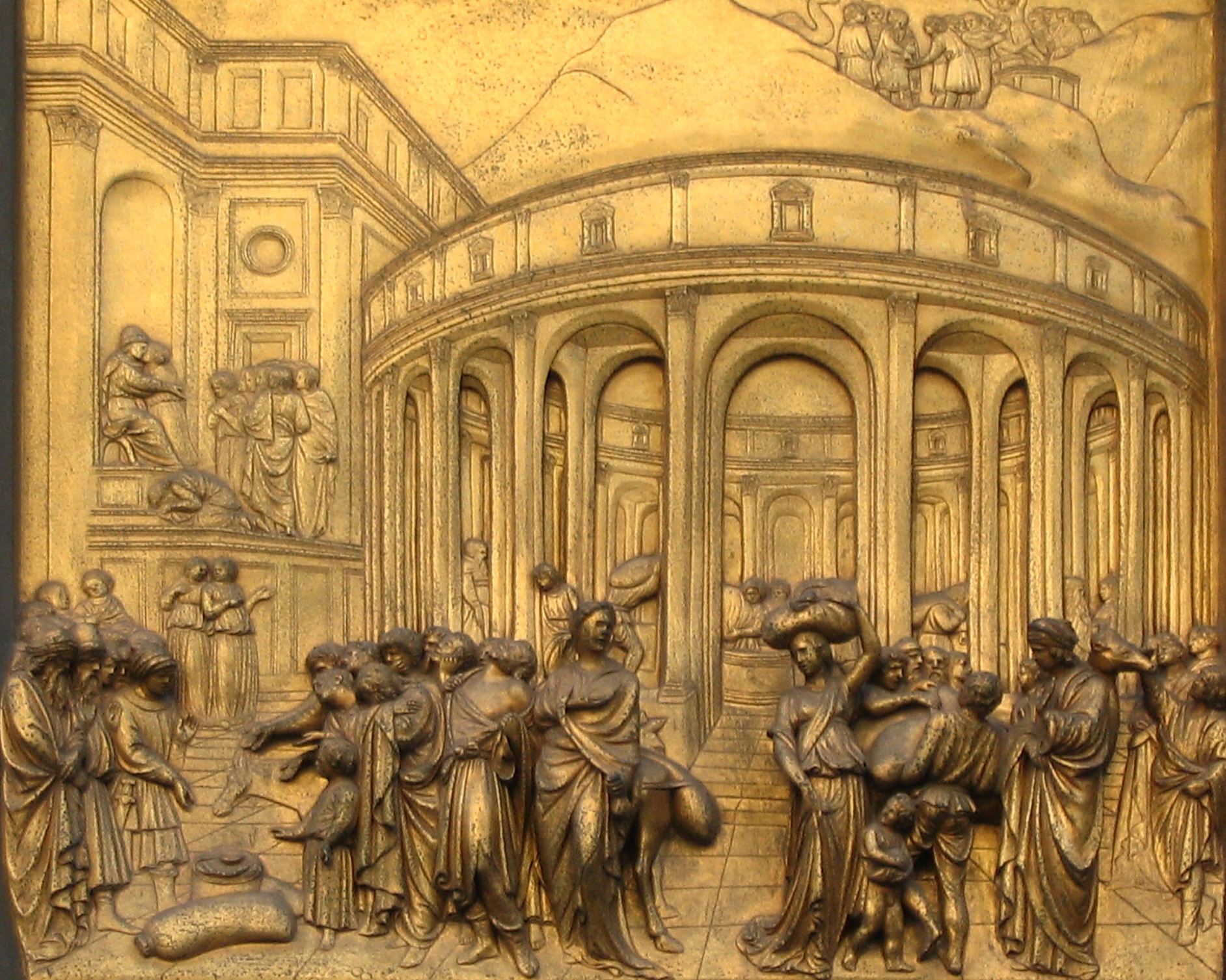
Iosif şi Beniamin
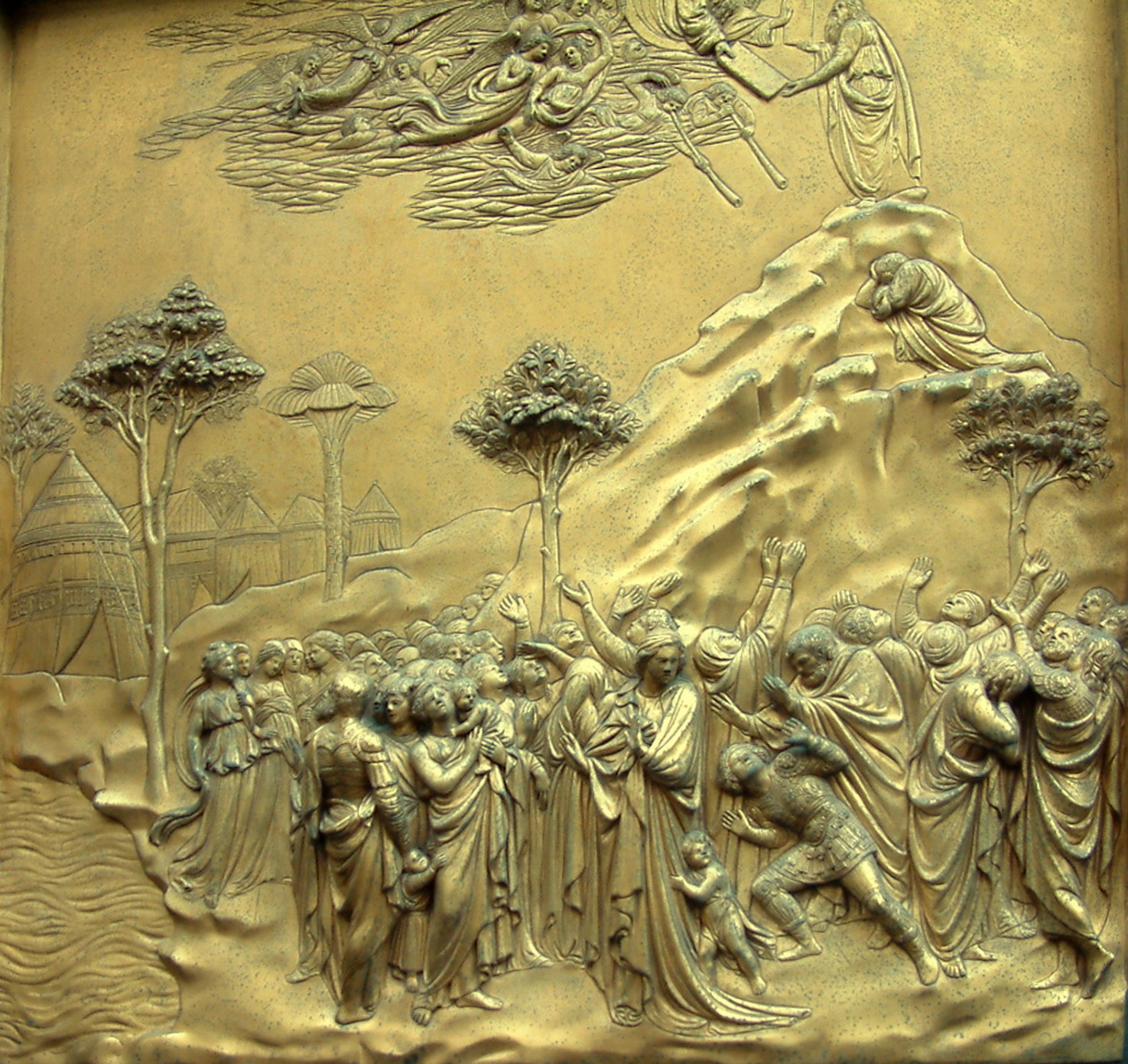
Moise
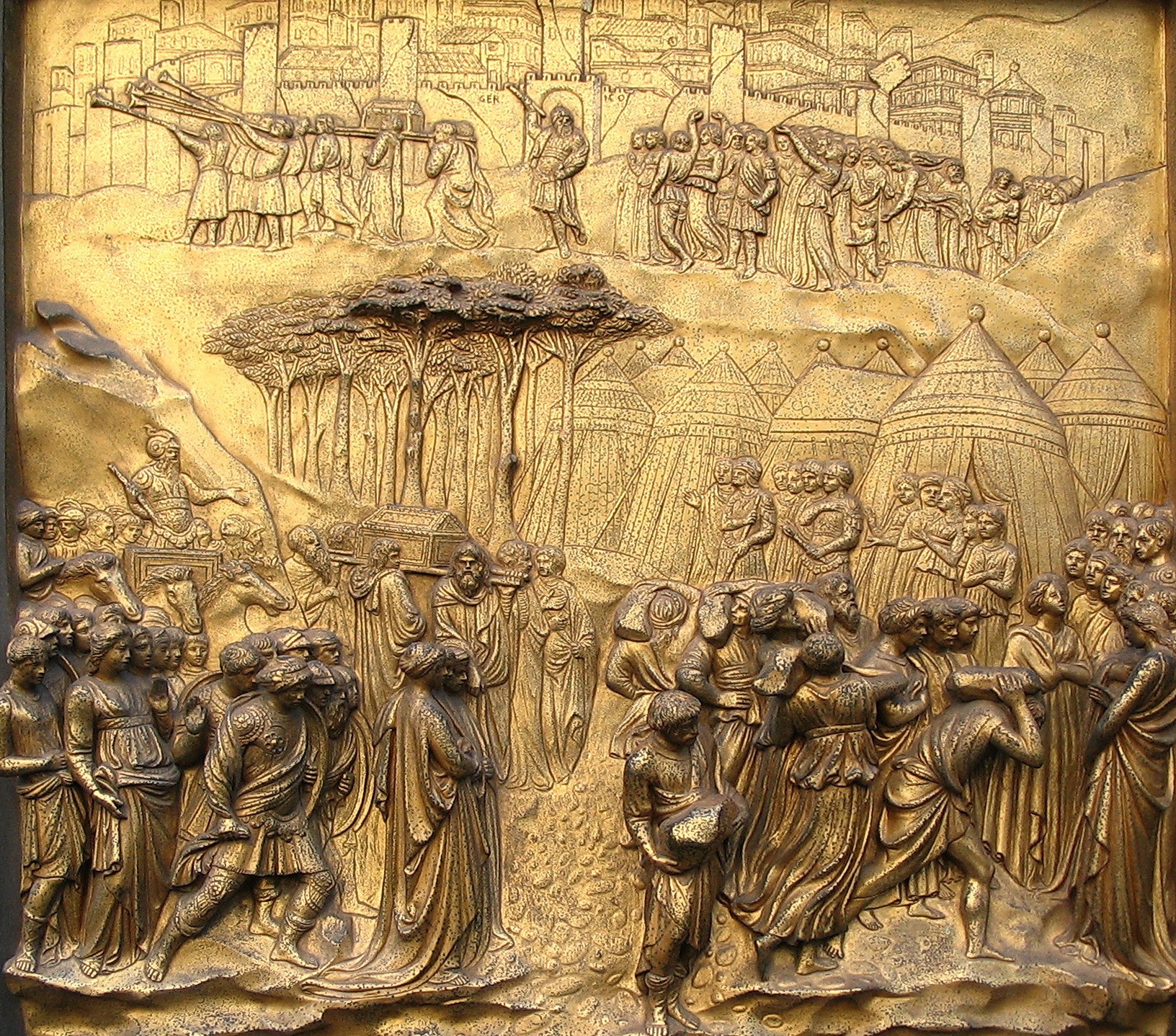
Iosua
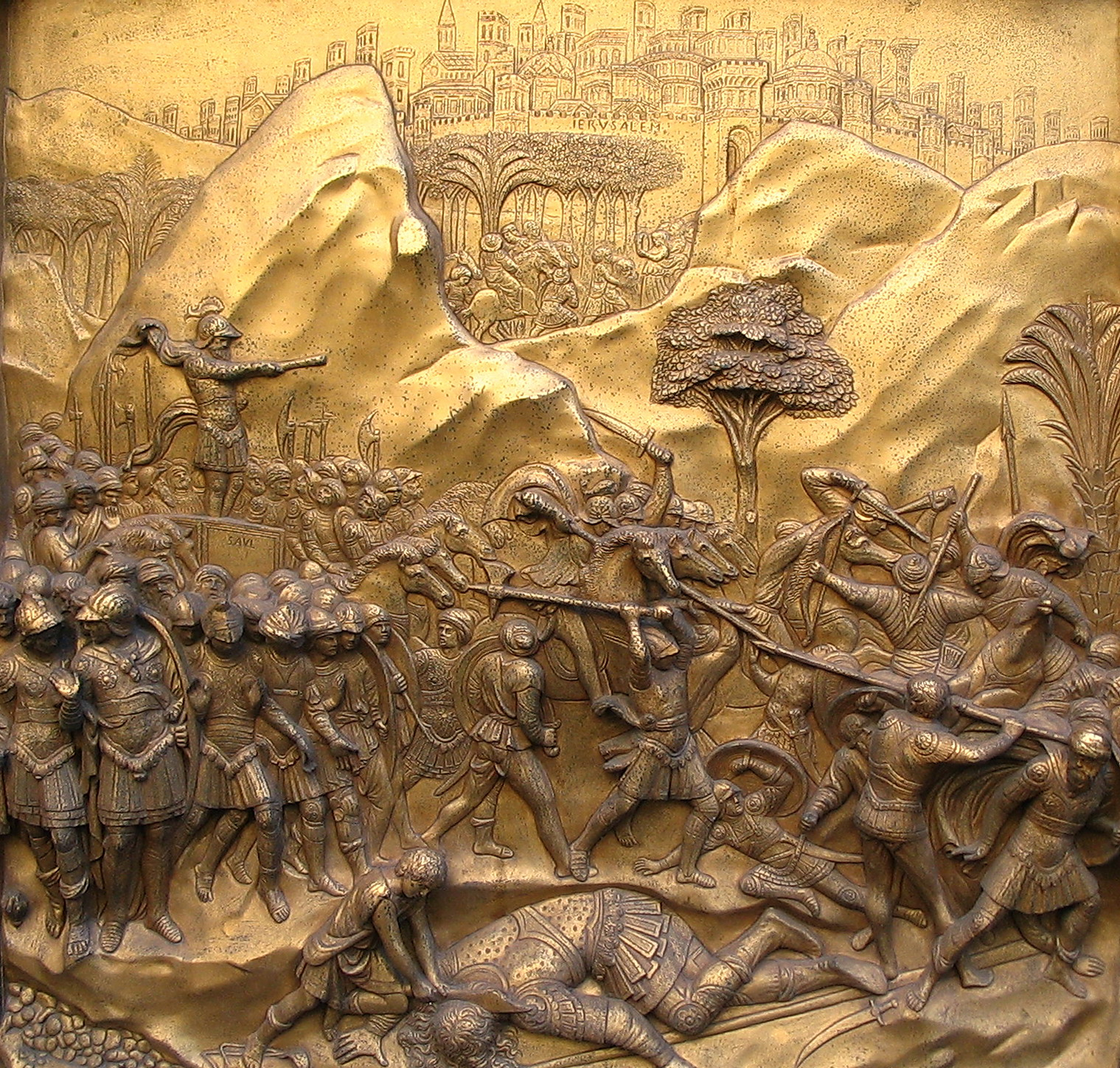
David şi Goliat
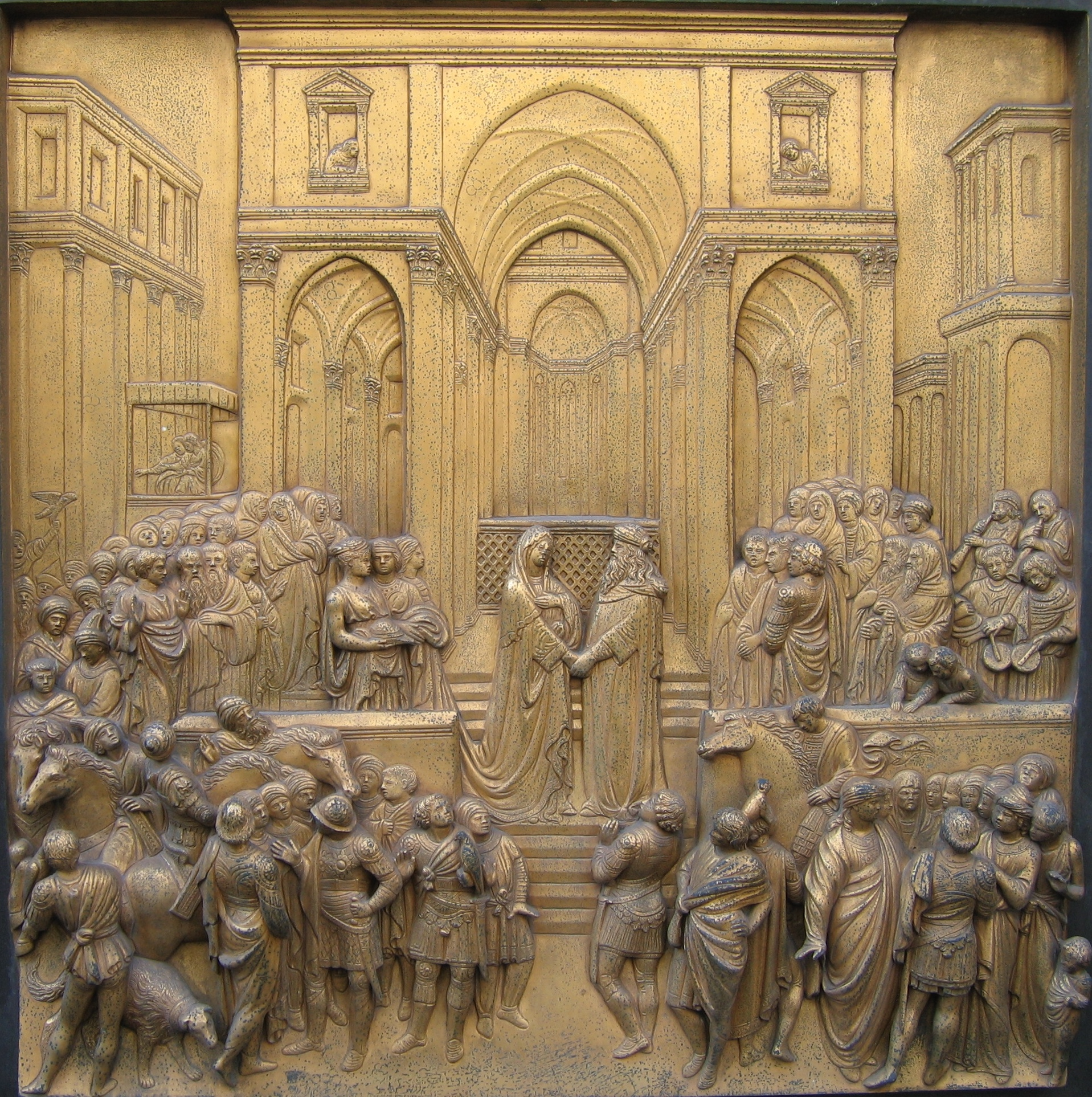
Solomon şi Regina din Saba